# Mechain
 (décembre 2020).
Le contenu est difficilement compréhensible vu les erreurs de traduction, qui sont peut-être dues à l'utilisation d'un logiciel de traduction automatique.
Pour les articles homonymes, voir Méchain.

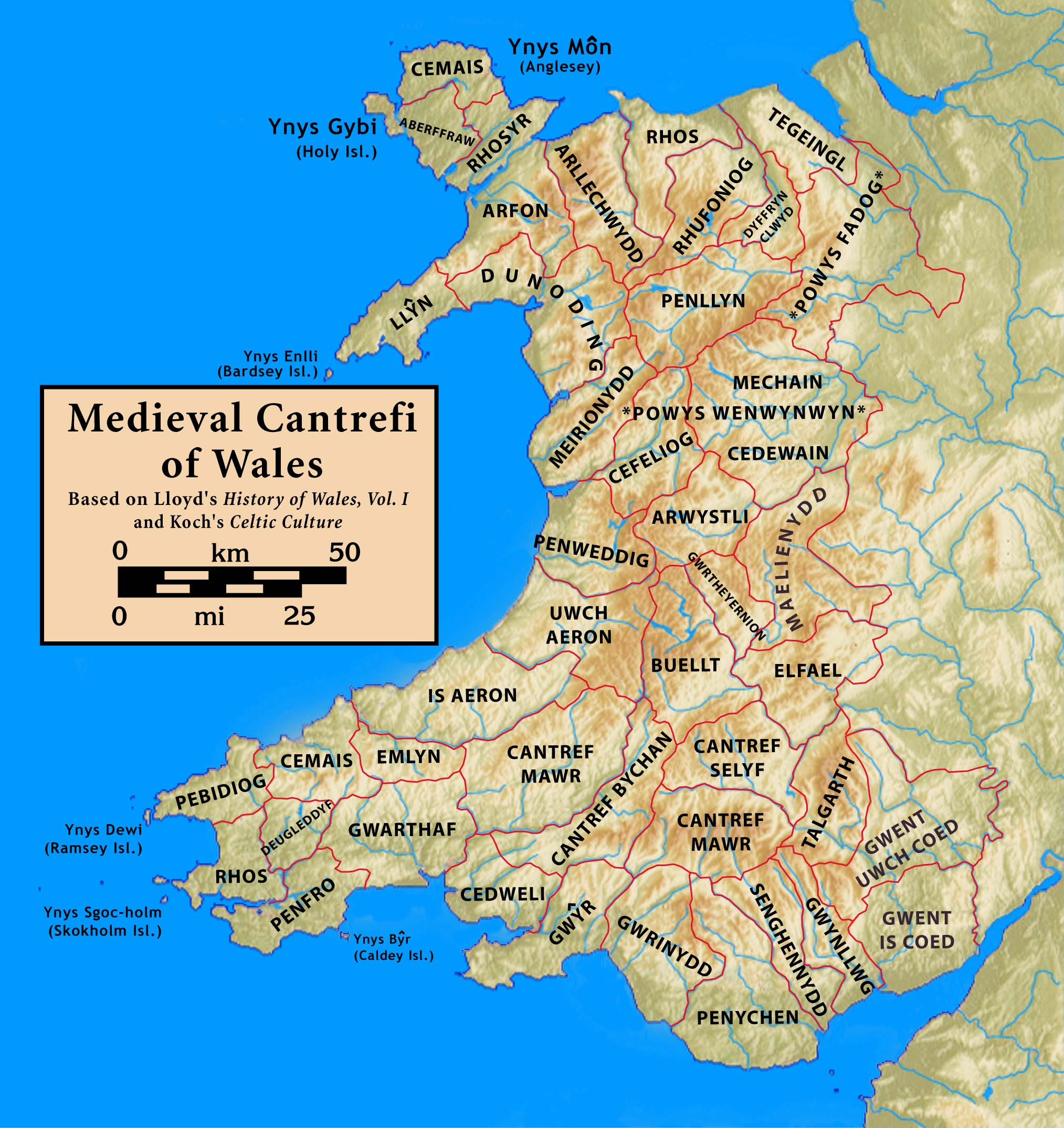
Cantrefi of Medieval Wales

Mechain était un cantref médiéval du Royaume de Powys. Ce cantref a également été appelé Y Fyrnwy (Vyrnwy). Mechain doit peut-être son nom à la Cain, une rivière qui le traverse pour rejoindre la Vyrnwy; «Moi» ou «Mach» (cf. Machynlleth, Mathrafal, etc., et en gallois moderne, champ est «maes») peut signifier prairies ou plaine, auquel cas Mechain signifierait «Prairies du Cain»,. Il correspond au hundred ultérieur de Llanfyllin.
Mechain se trouvait presque au centre du royaume, bordant le cantref de Caereinion au sud, les deux commotes du cantref de Mochnant au nord, et les commotes de Deuddwr et Ystrad Marchell dans le cantref de Ystlyg à l'est.
Il se composait du commotes («cymydau») de Mechain Uwch Coed («Mechain au-dessus du bois») et Mechain Is Coed («Mechain sous le bois») séparés par le grand bois ou forêt qui s'étendait à travers le cantref autour de Bwlch-y-Cibau. Le caput de Mechain Uwch Coed était à Tomen yr Allt (52° 46′ 50″ N, 3° 17′ 46″ O) près de Llanfyllin et celui de Mechain Is Coed était à Tomen y Castell (52° 46′ 24″ N, 3° 12′ 28″ O) près de Llanfechain.
L'inclusion de ym-Mechain dans un nom de lieu signifie in Mechain, par ex. Llansantffraid-ym-Mechain et Llanarmon-ym-Mechain (un nom historique pour Llanfechain).
Gwerful Mechain, une poète galloise de la fin du Moyen Âge connue pour ses vers érotiques audacieux, était originaire de Mechain.